# Політичний клас
Політичний клас — концепція, розроблена італійським соціологом Ґаетано Моска (1858—1941), що є різновидом «теорії еліт» Вільфредо Парето (1848—1923). У своїй книзі «Елементи політичної науки» (1896—1923) Моска стверджує, що у всіх суспільствах існують дві верстви людей — керівники та керовані. Верства керівників, хоча вона становить меншість, має силу, багатство, організацію, в її розпорядженні усі досягнення культури, щоб здійснювати державну владу. Вона власне й називається політичним класом (або панівною верствою). Якщо відкинути ідеологічні нашарування, можна бачити, що по суті політичний клас є просто чиновниками та інтелектуалами на службі у панівної верстви сучасного, капіталістичного суспільства (буржуазії).